# Johnson County, Missouri
Johnson County är ett administrativt område i delstaten Missouri, USA, med 52 595 invånare. Den administrativa huvudorten (county seat) är Warrensburg.
Whiteman Air Force Base är belägen i countyt.

## Geografi
Enligt United States Census Bureau har countyt en total area på 2 158 km². 2 151 km² av den arean är land och 7 km² är vatten.

### Angränsande countyn
- Lafayette County - nord
- Pettis County - öst
- Henry County - syd
- Cass County - väst
- Jackson County - nordväst

### Orter
- Knob Noster
- Warrensburg (huvudort)